# Heinkel Kabine
La Heinkel Kabine est une micro-citadine tricar conçue par le constructeur allemand Heinkel Flugzeugwerke et produite entre 1956 et 1958. Elle a ensuite été produite sous licence par le constructeur irlandais Dundalk Engineering Company sous le nom de Heinkel-I de 1958 à 1960, par le constructeur argentin Los Cedros de 1959 à 1962 et par le constructeur britannique Trojan (en) sous le nom de Trojan 200 de 1960 à 1966.

## Histoire
En mars 1956, la production de la Kabine Model 1950 débute. Elle repose sur une structure monocoque en acier et bénéficie d'une boîte à quatre vitesses et du moteur à quatre temps monocylindre du scooter Heinkel Tourist (en) qui développe ici 174 cm3. L'accès se fait par l'avant de la voiture et le toit ouvrant en tissu sert de trappe d'évacuation d'urgence si l'unique porte du véhicule reste coincée lors d'une collision. En octobre 1956, le constructeur propose deux nouvelles versions, la 153 à trois roues qui remplace la 150 et la 154 à quatre roues, avec un moteur de 200 cm3.
En 1958, le fondateur de l'entreprise Ernst Heinrich Heinkel meurt. La production de la Kabine cesse et les droits sont cédés à la société irlandaise Dundalk Engineering Company qui reprend sa commercialisation sous le nom d'Heinkel-I (pour Heinkel Ireland). En 1959, le constructeur argentin Los Cedros S. A. produit à son tour ce modèle sous licence jusqu'en 1962. En 1960, à cause de problèmes de qualité, le constructeur irlandais abandonne le projet et cède ses droits au constructeur britannique Trojan (en) qui améliore la Kabine et la commercialise sous le nom de Trojan 200 au Royaume-Uni et ce jusqu'en 1966.

## Galerie

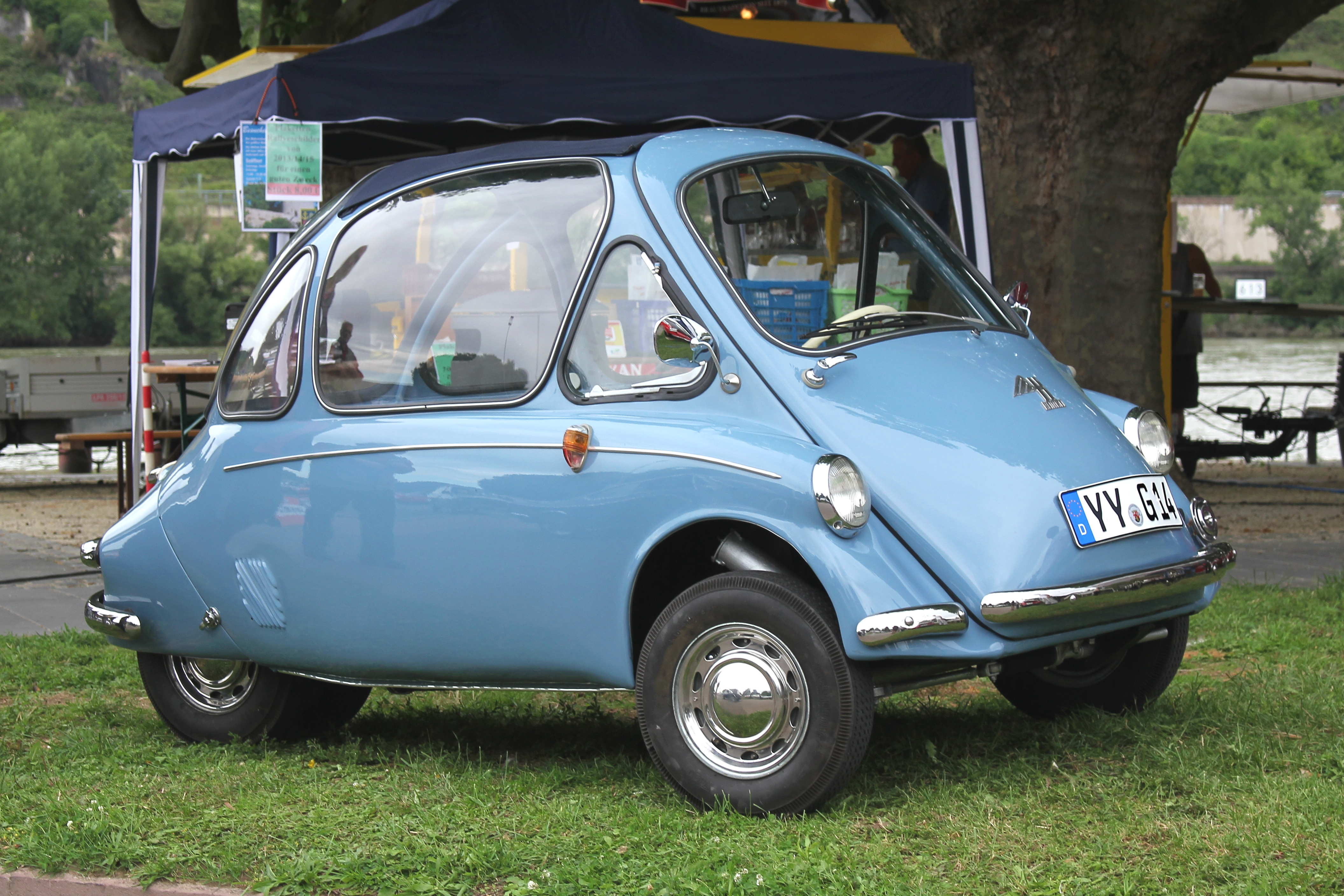
Heinkel Kabine 154 (1957)
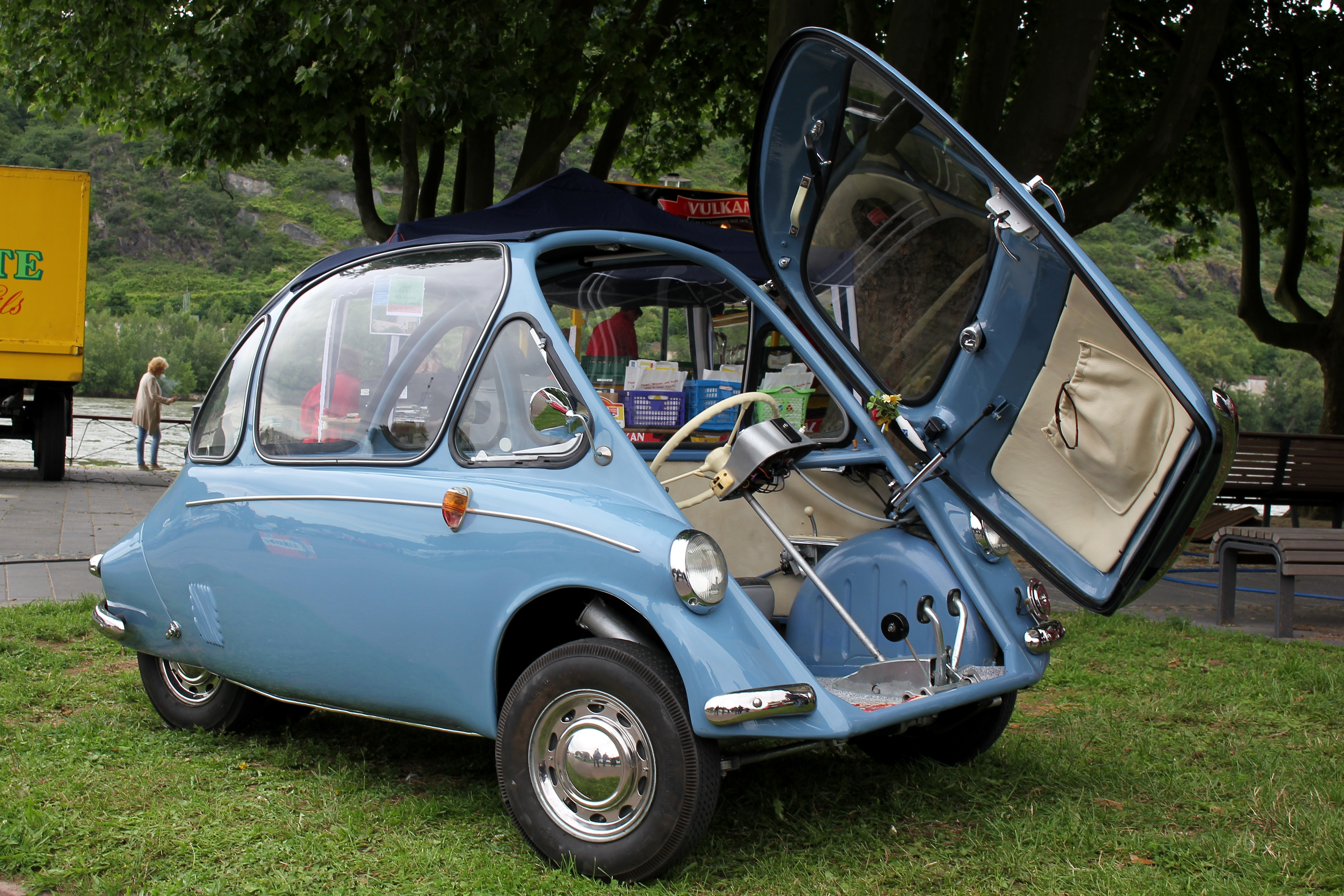
Heinkel Kabine 154 (1957)
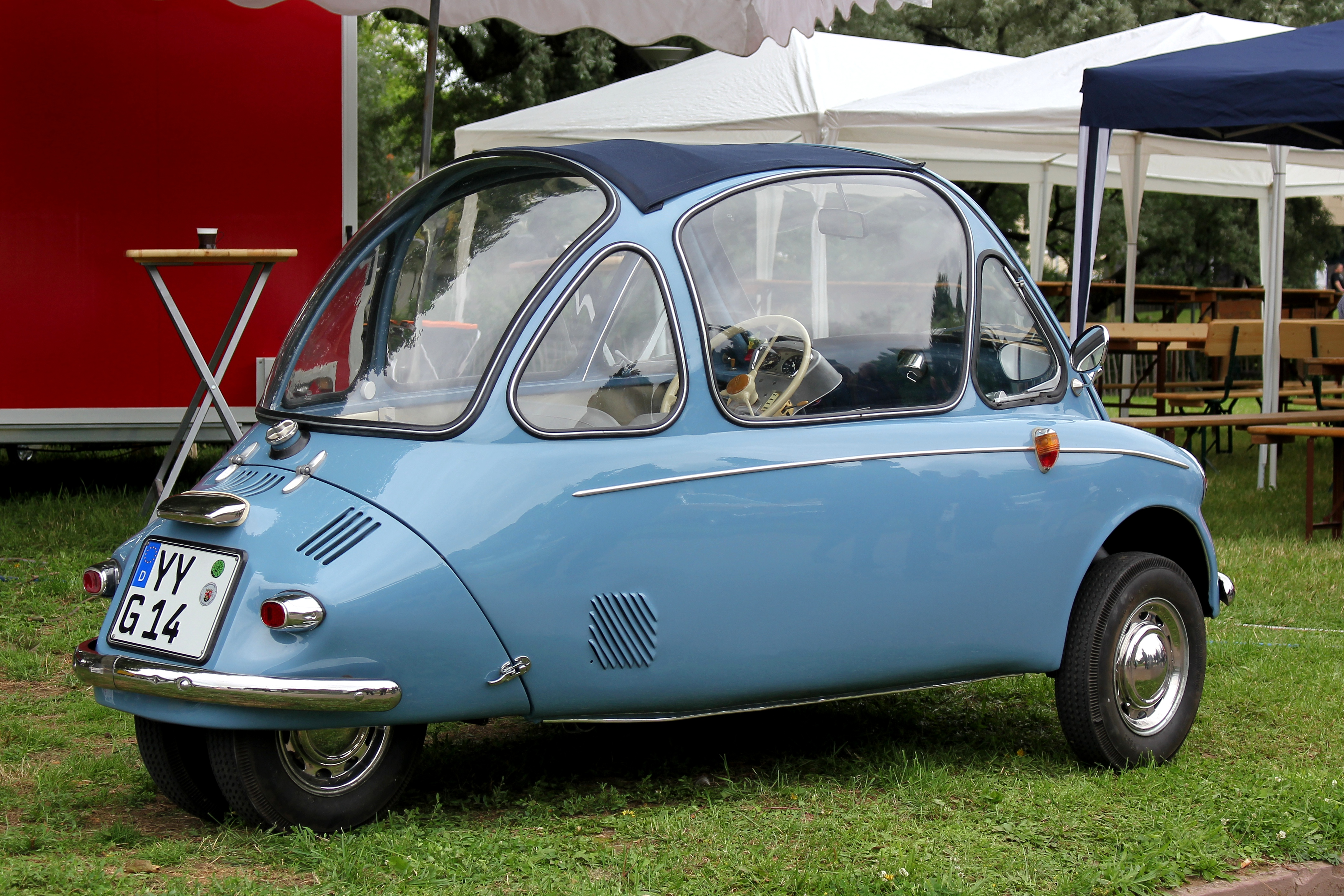
Heinkel Kabine 154 (1957)
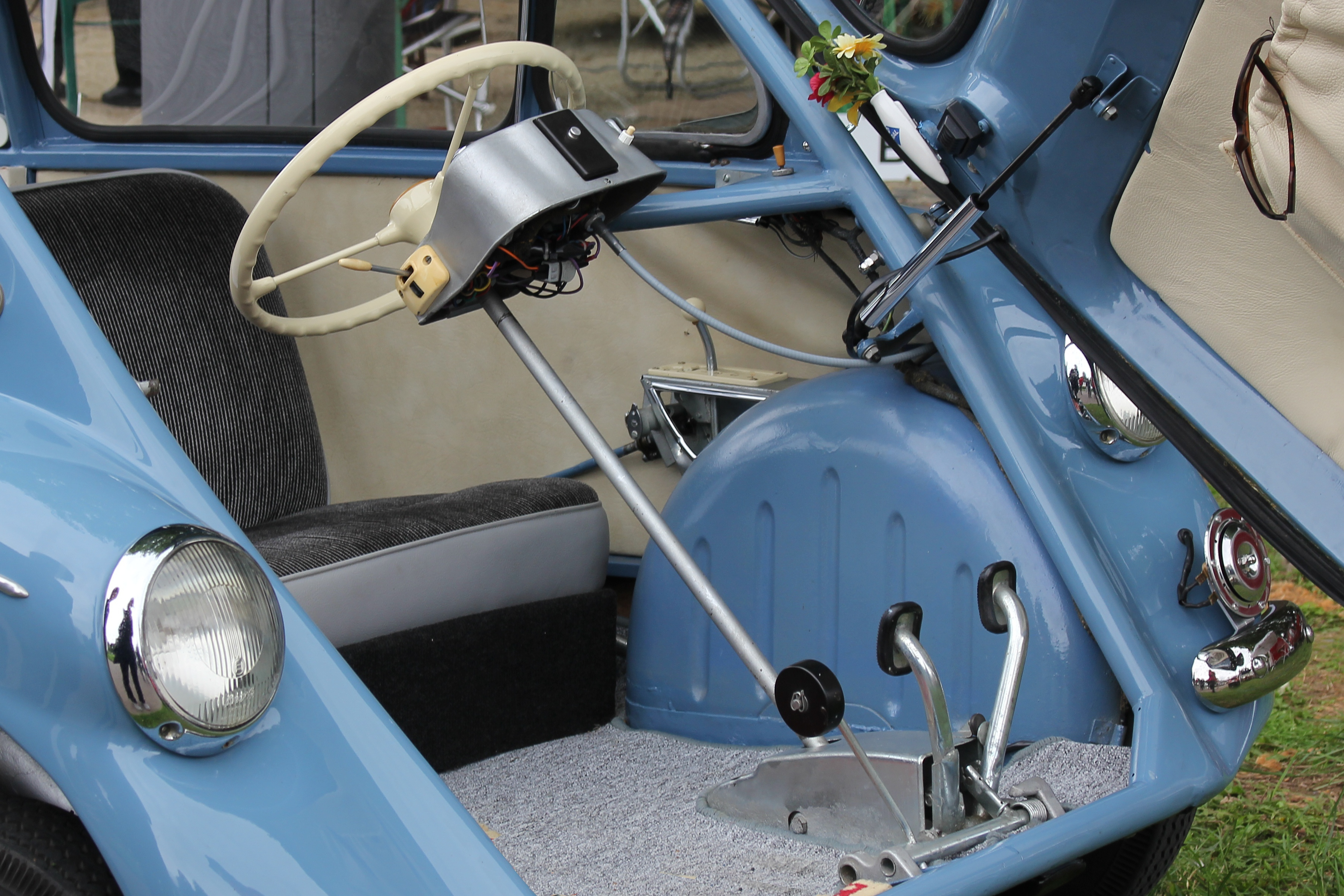
Heinkel Kabine 154 (1957)
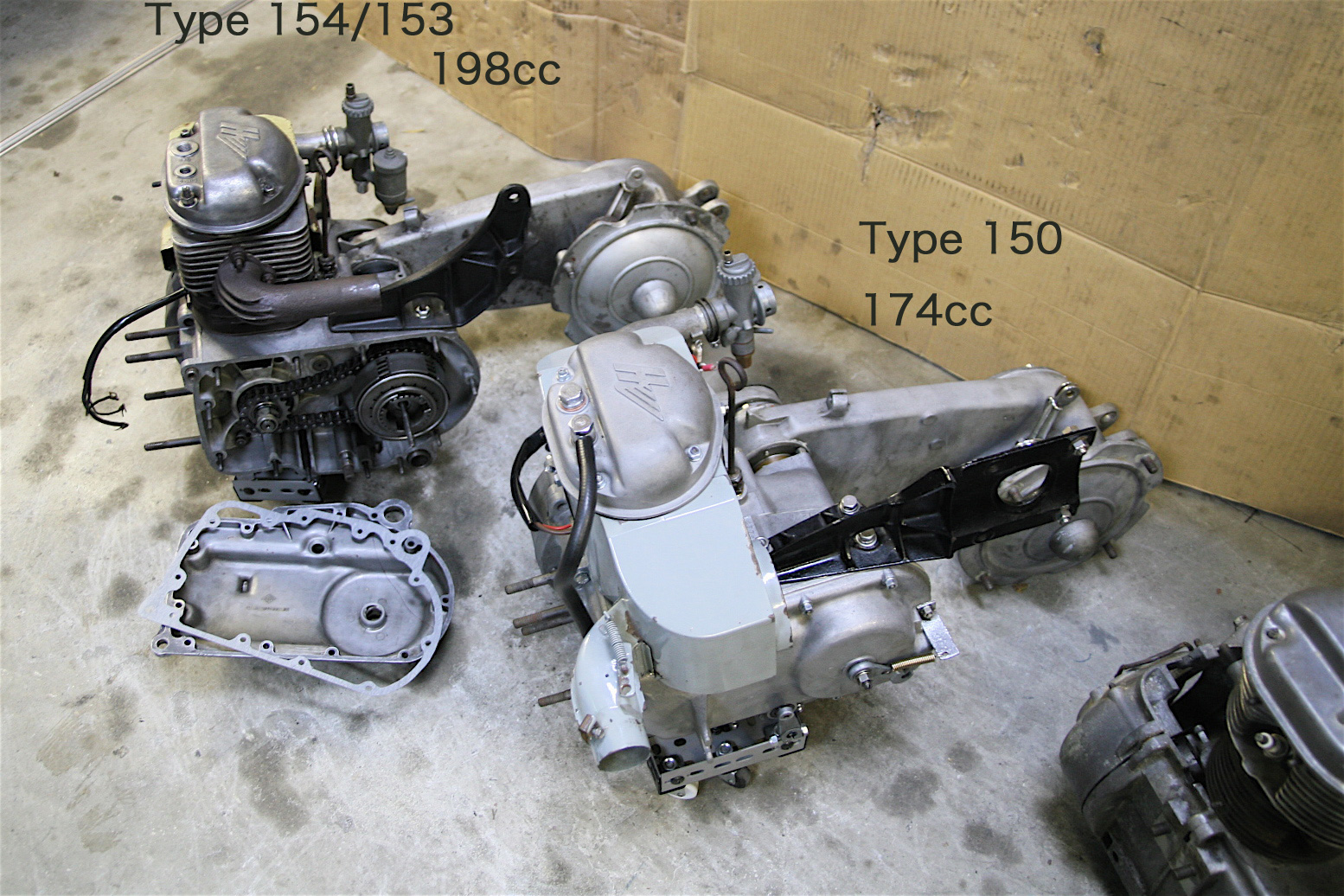
Moteur de la Heinkel Kabine : type 154/153 (198 cm3) et type 150 (174 cm3)
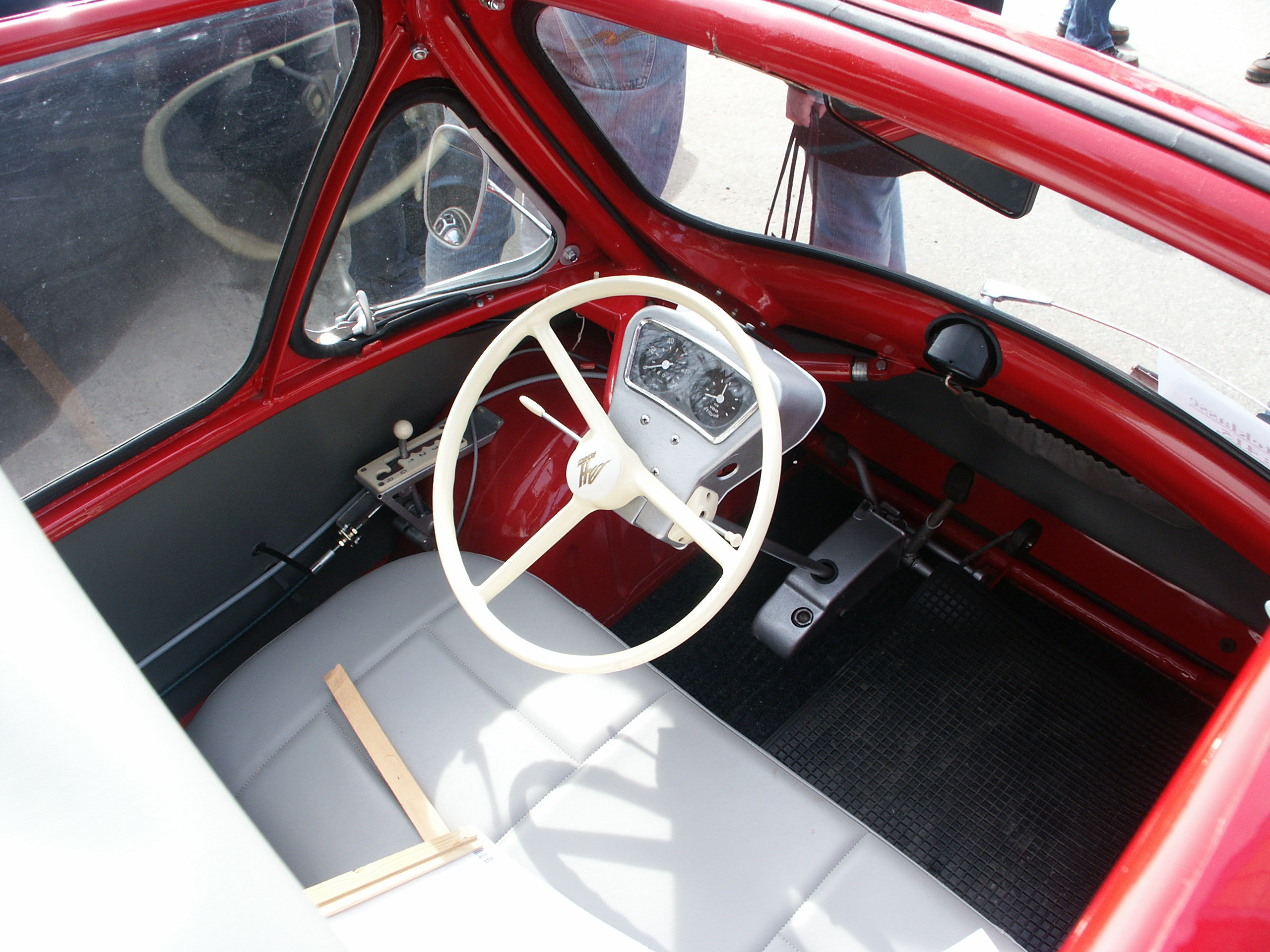
Intérieur d’une Heinkel Kabine
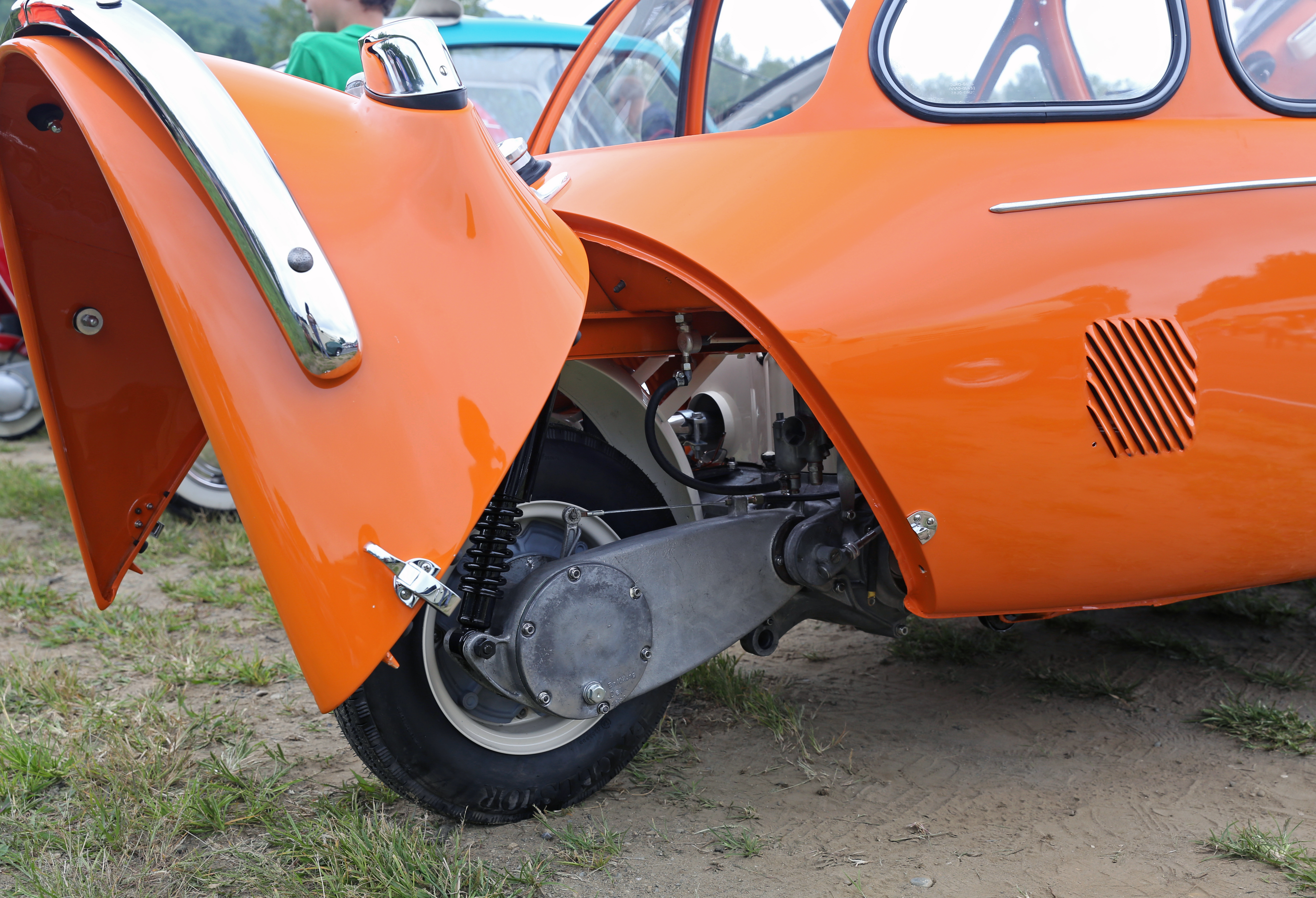
Suspension arrière d'une Heinkel 153